# 188. Reserve-Gebirgs-Division (Wehrmacht)
Die 188. Reserve-Gebirgs-Division war eine deutsche Infanteriedivision im Zweiten Weltkrieg.

## Geschichte

### Aufstellung 188. Division / Division Nr. 188
Anfang November 1939 wurde im Zuge der Mobilmachung in Salzburg für den Wehrkreis XVIII als Ersatztruppe aus dem kurze Zeit vorher aufgestellten Kommandeur der Ersatztruppen XVIII die 188. Division aufgestellt. Im Dezember 1939 folgte die Umbenennung in Division Nr. 188. Mitte April 1943 nach drei Jahren der Ausbildung wurde die Division nach Innsbruck verlegt.

### 188. Reserve-Gebirgs-Division
Am 8. Oktober 1943 erfolgte die Umbenennung und Umgliederung in die 188. Reserve-Gebirgs-Division, wobei vier Jäger-Regimenter mit jeweils zwei Bataillone aufgestellt wurden. 

### Teilweise Verlegung nach Italien
Ein Teil der Division verblieb als Ersatzdivision im Heimatkriegsgebiet, während der andere als Feldausbildungs-Division mobil und mit Feldpost-Nummern versehen nach dem Kriegsaustritt Italiens in den oberitalienischen Raum von Belluno-Tarvis-Görz in den Bereich der Heeresgruppe B verlegt wurde. Die Unterstellung erfolgte formal in der Heeresgruppe C. 1944 erfüllte die Division Sicherungsaufgaben und Einsätze gegen jugoslawische und italienische Partisanenverbände im oberitalienischen Raum. 

### Umgliederung
Anfang März 1944 erfolgte die Umgliederung in eine Felddivision. 

### Adriatisches Küstenland
Ab August 1944 wurde die Division an der adriatischen Küste zum Einsatz in Istrien abgestellt.

### Auflösung durch Umbenennung
Am 1. März 1945 wurde die 188. Reserve-Gebirgs-Division in 188. Gebirgs-Division umbenannt und umgegliedert.

## Kommandeure
- Generalmajor/Generalleutnant Hans von Hößlin
  - Generalmajor Maximilian Jais: Vertretung Anfang April 1943
  - Generalleutnant Ernst Schlemmer: Vertretung Anfang April bis Mitte Mai 1943

## Gliederung
als Division Nr. 188:
- Gebirgs-Jäger-Ersatz-Regiment 136 (Innsbruck)
- Gebirgs-Jäger-Ersatz-Regiment 138 (Graz)
- Gebirgs-Jäger-Ersatz-Regiment 139 (Klagenfurt)
- Artillerie-Ersatz-Regiment 112 (Villach)
- Panzer-Jäger-Ersatz-Abteilung 48 (Graz)
- Pionier-Ersatz-Bataillon 82 (Salzburg)
- Pionier-Ersatz-Bataillon 83 (Schwaz)
- Nachrichten-Ersatz-Abteilung 18 (Salzburg)
- Fahr-Ersatz-Abteilung 18 (Graz)
- Kraftfahr-Ersatz-Abteilung 18 (Bregenz)
- Bau-Ersatz-Bataillon 18 (Graz)

als 188. Reserve-Gebirgs-Division:
- Stab der 188. Reserve-Gebirgs-Division (Belluno)
- Reserve-Gebirgs-Jäger-Regiment 136 (Schlanders), später Gebirgs-Jäger-Regiment 901
- Reserve-Gebirgs-Jäger-Regiment 137 (Belluno), später Gebirgs-Jäger-Regiment 902
- Reserve-Gebirgs-Jäger-Regiment 138 (Tolmezzo), später Gebirgs-Jäger-Regiment 903
- Reserve-Gebirgs-Jäger-Regiment 139 (Postumia), später Gebirgs-Jäger-Regiment 904
- Reserve-Grenadier-Bataillon 499 (Udine)
- Reserve-Artillerie-Regiment 112 (Belluno), später Gebirgs-Artillerie-Regiment 1088
- Reserve-Gebirgs-Pionier-Bataillon 83 (Goerz), später Gebirgs-Pionier-Bataillon 1088
- Versorgungstruppen 1088 (in Aufstellung).